# In Holland staat een huis (televisieprogramma)
In Holland staat een huis is een Nederlands televisieprogramma dat van 1998 tot 2006 was te zien op RTL 4. De presentatie lag in handen van Martijn Krabbé en de productie werd gedaan door Endemol. Het is gebaseerd op het Engelse format Changing rooms.

## Opzet
Twee goede buren verbouwen elkaars huis, met een budget van 2500 euro. Dit moet in twee dagen gebeuren, met hulp van een team van medewerkers. Met de hulp van twee stylisten wordt bepaald hoe het huis er uit komt te zien. Tijdens de bouw mogen de buren elkaars huizen niet zien. Na afloop gaan de buren weer terug naar hun eigen huis, en bekijken ze het resultaat.

## Wetenswaardigheden
- Het programma trok veel kijkers, en daarom werd enkele jaren na de start van het programma de variant In Holland ligt een tuin geïntroduceerd.
- Er werden soms rare dingen bedacht, zoals een doorzichtige afvoerbuis van het toilet die in de woonkamer werd geïnstalleerd en een slaapkamer die gevuld werd met water om een strandhut effect te creëren. In 2004 moest producent Endemol een heel huis in de oude staat terugbrengen, nadat het hele huis paars was geverfd.[1]
- Er waren in 2021 plannen dat het programma nieuw leven ingeblazen zou worden op SBS6.[2] Deze plannen zijn uiteindelijk geschrapt.